# Park Narodowy Mudumu
Park Narodowy Mudumu (ang. Mudumu National Park) – park narodowy położony w regionie Zambezi w Namibii. Zachodnią granicą Parku Narodowego Mudumu jest rzeka Kwando. Powstał w roku 1990, na obszarze  1.009,59 km² sawanny, lasów mopane i terenów bagiennych na wschodnim brzegu rzeki Cuando. 

## Turystyka
Do Parku Narodowego Mudumu można dojechać szosą D3511 w kierunku wschodnim, zjeżdzając z B8 za mostem Kongola. Pozwolenia są darmowe i wydawane są w biurach w Katima Mulilo, Windhoek, Susuwe i Nakatwa.
Park znajduje się na terenie malarycznym, zalecane jest branie profilaktycznych tabletek. Na terenie parku jest jedno, nie ogrodzone pole namiotowe z rzeczną wodą i podstawowymi warunkami sanitarnymi. Odwiedzający powinni mić ze sobą wodę pitną, paliwo i wyżywienie.

## Flora i fauna
Park Narodowy Mudumu posiada zróżnicowaną, odmienną przyrodę niż w innych rejonach Namibii dzięki dużej ilości wody pochodzącej z życiodajnej rzeki Kwando.
Spotykane są tam antylopy sitatunga, antylopy kob liczi, cętkowana wydra, hipopotamy i krokodyle. 
Inne żyjące tutaj zwierzęta to słonie, bawoły, antylopy końskie, impale, kudu, surykatki i zebry Burchella jak też 430 gatunków ptaków. 
Wzdłuż rzeki Kwando ciągną się rozległe tereny podmokłe z zagajnikami papirusa i bujnymi lasami. Bardziej oddalone od rzeki tereny równinne porośnięte są mieszanymi lasami z drzewami mopane i teak oraz afrykańskie sawanny.